# Stella Étoile Sportive Calais 2012-2013
Questa voce raccoglie le informazioni riguardanti la Stella Étoile Sportive Calais nelle competizioni ufficiali della stagione 2012-2013.

## Organigramma societario
Area direttiva
- Presidente: Jacques Wheatley

Area tecnica
- Allenatore: Badis Oukarache
- Allenatore in seconda: Pablo Griboff

## Rosa
| N° | Nome                    | Ruolo | Data di nascita  | Nazionalità sportiva |
| -- | ----------------------- | ----- | ---------------- | -------------------- |
| 1  | Keylla Fabrino          | P     | 13 maggio 1986   | Brasile              |
| 2  | Tamara Matos            | C     | 19 luglio 1985   | Brasile              |
| 3  | Yamila Nizetich         | S     | 27 gennaio 1989  | Argentina            |
| 4  | Melisa Callo            | S     | 9 marzo 1985     | Argentina            |
| 5  | Paola Gustave Dit Duflo | C     | 7 ottobre 1988   | Francia              |
| 6  | Taiana Tere             | S     | 27 maggio 1986   | Francia              |
| 7  | Laura Wierre            | S     | 13 maggio 1985   | Francia              |
| 8  | Loraine Henkel          | C     | 12 febbraio 1988 | Germania             |
| 9  | Mireya Delgado          | S     | 5 novembre 1991  | Spagna               |
| 10 | Luiza Ungerer           | L     | 14 gennaio 1988  | Brasile              |
| 11 | Hana Kašić              | P     | 5 giugno 1992    | Francia              |
| 13 | Michaela Doležalová     | S     | 22 giugno 1984   | Rep. Ceca            |
| 15 | Maria Jose Perez        | S     | 18 marzo 1988    | Venezuela            |